# Modern Dog
Modern Dog (Tailandés: โมเดิร์นด็อก) es una banda de rock tailandés, formada en 1992. Su primer álbum se publicó en 1994 y logró vender un estimado de 500,000 copias. La banda ha lanzado cinco álbumes de estudio acumulando un total de 2 millones de copias vendidas.
En 2004, lanzaron un álbum que fue producido por Tony Doogan (Belle & Sebastian, Mogwai). En este material se encontraba una canción escrita y compuesta por el bajista Yuka Honda de Cibo Matto. El álbum, también, incluyó apariciones de Yumiko Ohno de Buffalo Daughter y Sean Lennon. Cuenta con tres singles que alcanzaron el n º 1 en Tailandia. 
Ampliando su alcance más allá de Tailandia, Modern Dog se presentó en Tokio durante el 2003. En julio y agosto de 2006, la banda realizó una gira por Estados Unidos, incluyendo en un show en el Knitting Factory de Nueva York. 

## Discografía

### Álbumes de estudio
Discografía

#### Moderndog-Soem Sukhaphap
Lanzado a la venta el 10 de abril de 1994
1. Busaba (Flora)
2. Gala (Coconut Shell; from Thai proverb 'Frog in a coconut shell')
3. ...Before
4. Manee (A name of a girl in elementary Thai language coursebook 'Manee')
5. Tomorrow
6. You
7. Life
8. Durian
9. Something
10. Out of Time (demo)
11. Gala (ARP17409 Trance)
12. Gala (Barkin' Mix)

#### Cafe
Lanzado a la venta el 2 de febrero de 1997
1. Not So Cute
2. Actually
3. Profound
4. Tim
5. Happy
6. Thanks
7. Whatever
8. Shoes
9. Ask
10. Por sia tee

#### Love Me Love My Life
Lanzado a la venta en julio 26 del año 2001
1. Vetan
2. Very Good
3. Isan Classic
4. Happiness Is...
5. Sing tee mai-kei bok
6. Animal
7. Good Boy
8. Bedroom
9. Nai Tee Suud

#### That Song
Fecha de lanzamiento: 12 de octubre de 2004
1. Tar Sa-wang
2. Parn
3. That Song
4. Nueng Kon
5. Sa Bye Jai
6. Gun Lae gun
7. Gift
8. Bon Far
9. Ter Tao Nun
10. Cry

#### Ting Nong Noy
Lanzado a la venta el 9 de septiembre de 2008
1. Still Breathing
2. Novel
3. Last Day
4. Million
5. Come Together
6. BTS
7. Moon Light
8. Alone
9. Time Machine
10. Wait
11. That's It
12. Saneha

### Álbumes en vivo, DVD y compilaciones

#### The Very Common of Moderndogcumentary
El álbum en vivo fue lanzado el 28 de marzo de 2003 

Disco 1
1. Busaba
2. Ask
3. Sing Tee Mai Kei Bok
4. Something
5. Tim
6. Not So Cute
7. Vetan
8. ...Before
9. Thanks
10. Happiness is...

Disco 2
1. Animal
2. Whatever
3. Somebody
4. Very Good
5. Good Boy
6. ...Ma
7. Isan Classic
8. Actually
9. Por Sia Tee
10. Bedroom

El álbum en vivo fue lanzado en septiembre de 2004
1. Busaba
2. Something
3. ...Ma
4. Happiness is...
5. Animal
6. Sing Tee Mai Kei Bok
7. Por Sia Tee
8. Thanks
9. Isan Classic
10. Not So Cute
11. Very Good
12. Good Boy
13. ... Before
14. Somebody
15. Vetan
16. Busaba (encore)

#### Hit You – Ultimate Collection
Compilación lanzada en 2005 

Disco 1
1. Sing tee mai kuey bok
2. Tur tao nun
3. Bang sing
4. Kob kun
5. Manee
6. Dad song
7. Busaba
8. Ter hai ma
9. Tur
10. Por sia tee
11. Happiness is
12. Tee jing nai jai
13. Bed Room
14. Luek sueng
15. Klai

Disco 2
1. ...Before
2. Tah sawang
3. Tim
4. Roop mai lhor
5. Kala
6. Kun lae kun
7. Isan Classic
8. Durian
9. We tarn
10. Klai
11. ...Before (acoustic)
12. Mhod we lah (demo)

#### Wake Up At Ten
Concierto en vivo en DVD/VCD lanzado el 28 de octubre de 2005, del concierto del aniversario número 10 el 21 de mayo de 2005 en el estadio Huamak Indoor, Bang Kapi.

Disco 1
1. Tar sawang (featuring Suthep Po-ngam)
2. That Song
3. Parn
4. Hai tur mar
5. Bon fah
6. Kun lae kun
7. Lom hai jai
8. Tur kao nun
9. Klai
10. Very Good
11. Isan Classic
12. Roop mai lhor
13. Por sia tee
14. Kor
15. Mhod we la
16. Luek sueng
17. ...Before
18. Bang sing
19. Sing tee mai kuey bok
20. Happiness Is ...
21. Tee jing nai jai
22. Life
23. Tur
24. Kala
25. Manee
26. Busaba
27. Tim

Disco 2 (extras)

Woke Up Ten Years Ago (Live from 1995)
1. Nueng kon
2. Kob kun
3. Sar bai jai
4. We tarn
5. Mar
6. Tah sawang

Videos musicales 

1. Tur hai mar
2. Tah sawang

### Singles
| Fecha                    | Título                          | Álbum                    | Lista de canciones |
| 1 de abril de 1997       | Not So Cute                     | Cafe                     | 1. Not So Cute (Original Version) 2. Not So Cute (Secret Knowledge Radio Edit) 3. Not So Cute (Secret Knowledge Full On Remix) 4. Kry 5. Not So Cute (Demo)                        |
| 1 de septiembre de 2001  | Vetan                           | Love Me Love My Life     | 1. Stylish Nonsense Mix 2. Global Warming Mix 3. Montoon Moog Mix 4. Mr. Z's Tribological Mix 5. Laugh Mix                                                                         |
| 11 de noviembre de 2001  | Sing Tee Mai Kei Bok            | Love Me Love My Life     | 1. Alternative Mix 2. Kidnappers Quad Surround Mix 3. The Circle Remix 4. Zapper & Groovy Enfant 5. Indirect Logical Interpretation Mix 6. Live Version 7. Nai Tee Suud (Acoustic) |
| 2 de abril de 2002       | Animal                          | Love Me Love My Life     | 1. Animal (Roar Version) 2. Not So Cute (Radio 303 Extended Mix) 3. Por Sia Tee (Nolens, Volen's Summer of '98 Mix) 4. Good Boy (Roggin Demix) 5. ...Ma                            |
| 19 de septiembre de 2004 | ...Before (Collector's Edition) | Moderndog-Soem Sukhaphap | 1. ...Before (Album Version) 2. ...Before (Acoustic Version) 3. ...Before (Demo Version) 4. ...Before (Unbarked Version) 5. ...Before (Pry Version)                                |